# IS-2重型坦克
約瑟夫·斯大林2型重型坦克 (IS-2)，又稱JS-2(Josef Stalin 2)重型坦克，是蘇聯的一款二戰重型坦克。IS-2是以約瑟夫·斯大林的名字命名的。它的出現主要是因為原本的KV重坦系列已經嚴重過時，完全無法擊穿德軍新式重型戰車裝甲，而後繼的IS-1（主炮口徑僅85mm）又無法解決問題而導致。在二戰後，蘇聯曾將IS-2出口到幾個共產主義陣營國家。

## 歷史

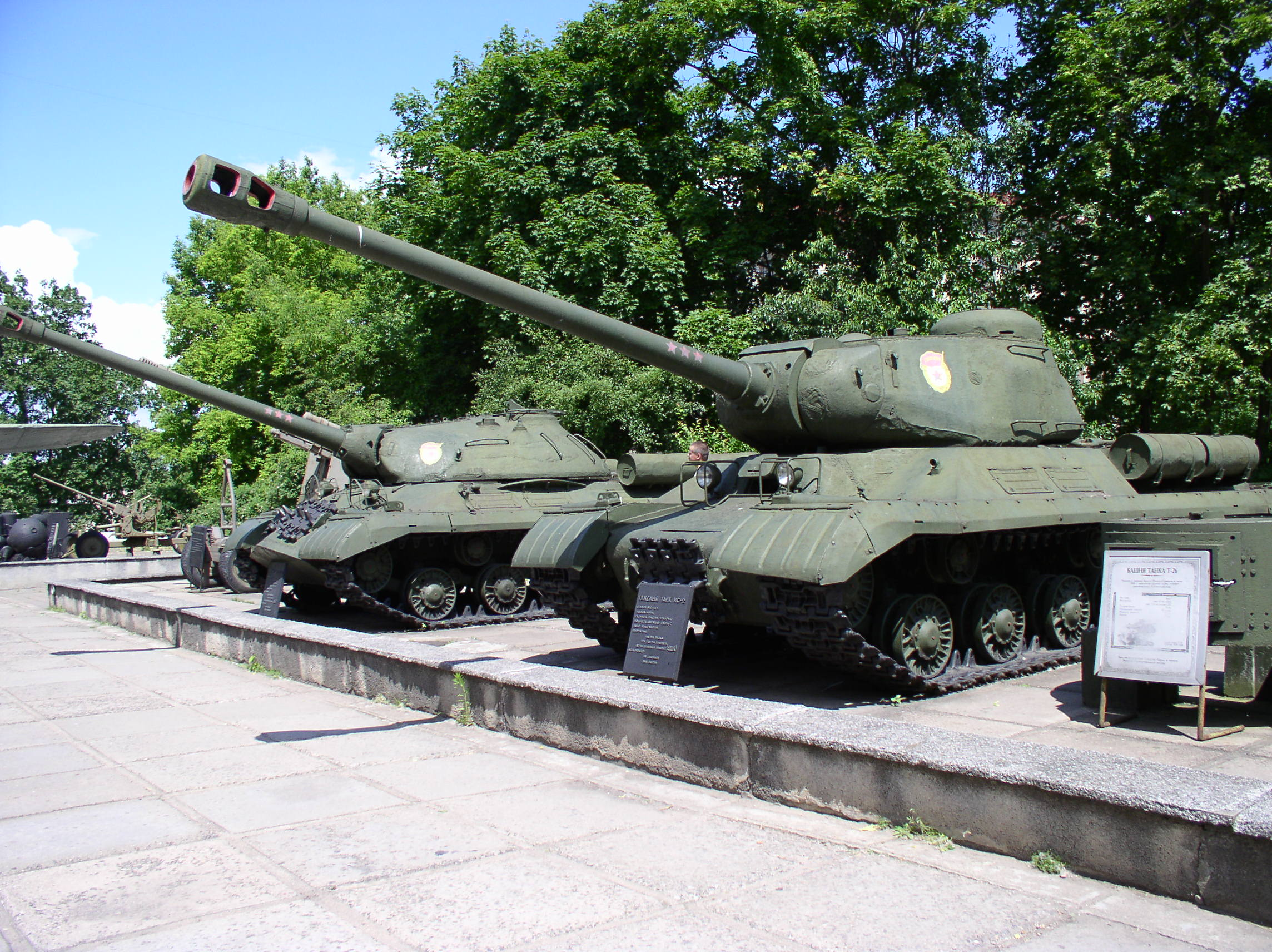
白俄羅斯戰爭博物館的IS-2M（前方）和IS-3

雖然IS-1可以承受虎式坦克的攻擊，但是在實戰中，其火力不足的問題逐漸暴露出來。因此，蘇聯的工程師們就意識到IS-1需要換裝更加強力的火炮。因此，一方面，限制裝備85mm火炮的IS-1的生產，另一方面，準備為IS-1換裝100mmBS-3或122mmA-19火炮。儘管測試結果表明100mmBS-3穿透力較122mmA-19為強（不過122mmA-19的穿透能力也并不差，在測試中摧毀了豹式坦克的前裝甲），但最終，考慮到100mm火炮數量不足，蘇軍最終選定了生產資源和彈藥較為充裕的122mm火炮。122mm火炮最初安裝單膛炮口制退器，但因為其在測試中發生爆炸，故改為了雙炮膛制退器。
但是當時的設計師科京并不滿足於僅僅對IS-1進行武器升級，他設計出了比起IS-1機動和防護都較好的IS-2坦克。IS-1的臺階式傾斜裝甲換成了低平式的，從而使得在裝甲厚度不變的情況下防護能力提高。為了防止坦克失衡，蘇軍放棄了增強IS-2炮塔防御的計劃。因為時間和經費不足，也沒有重新設計新炮塔，而是沿用了IS-1的炮塔設計。
有證據顯示IS-2的裝甲對於破片殺傷防御能力不足，雖然這一問題可以通過對裝甲進行回火處理來解決，但因為考慮到成本太高加之工藝復雜，蘇軍并未采用這一做法。因此，這成為了IS-2的一個缺陷。
蘇軍的突擊炮ISU-152、ISU-122 （页面存档备份，存于）使用移除炮塔的IS-2的底盤生產。
其繼任者IS-3在參加柏林勝利閱兵式時就讓西方觀察家為其性能大吃一驚，在50年代，IS-3更是給了西方國家很大衝擊(西方將領甚至認為：蘇聯的坦克技術已超越西方十年)。
IS-1，IS-2，IS-3截止到1945年6月一共生產了3752輛。

## 外觀
IS-2(1944年以前的型號)采用低平式傾斜裝甲。炮管比較長，前方裝有炮口制退器，炮塔有著較好的避彈外形。在炮塔頂上安裝有1挺裝有光學瞄準器件的12.7mm機槍。

## 性能
IS-2的傳動和懸掛裝置比起KV系列都要好。速度比起KV系列有了提高，重量也比KV系列要輕。同時，炮塔和底盤都是重新設計。它可以在1000m的距離外防御8.8cm火炮的攻擊。其裝備的122mm火炮能在1000m外擊穿160mm裝甲，而且對於工事的破壞力也強于虎式坦克的8.8cm L/56。但因為主炮口徑較大，不得不采用分裝裝填。
IS-2M的續航能力達到了240km，超越了虎式坦克的140km和虎王坦克的110km。

### 不足
IS-2的射速較低（僅2-3發/分），主炮備彈量不足。（僅有28發）而且前裝甲對於破片殺傷防御能力不足。有證據顯示IS-2的引擎在極高溫環境下表現不太理想。
西方觀察家曾經批評蘇聯坦克制造過于粗劣，但是蘇聯卻回應稱因為坦克損耗較大不得不這樣做。

## 服役

### 苏联
IS-2從1944年開始分配給蘇軍使用，主要是分配給近衛重裝甲團使用。1944年4月第11近卫重坦克团在塔诺波尔与第503重戰車營的虎I坦克战斗，這也是它第一次出战，此次战斗中一辆IS-2损失，战果不明。
在烏克蘭南部的一次作戰中，蘇軍宣稱以8輛IS-2的代價，摧毀了德軍的41輛虎式坦克和象式驅逐戰車。這次作戰中，證明了IS-2可以在1500-2000m外經受KwK43 88毫米戰車炮的攻擊。1944年7月奥托·卡利乌斯在他的成名之战---马利诺沃之战中用虎I坦克击毁了大量包括IS-2在内的苏联坦克。
在1944年8月在桑多梅日鎮附近的一次戰鬥中，蘇軍以3輛IS-2被毀，7輛IS-2受傷的代價，摧毀了4輛虎王坦克，擊傷了7輛虎王坦克。
在后期作戰中，為了防止英美空軍的誤炸，因此常常在炮塔上涂上一條白線。在坦克上有時候會坐上一些步兵，他們可以在巷戰中下車壓制敵軍的反坦克火力。
1970年代，蘇軍中仍然有一些IS-2駐守在中蘇邊境和部分预备役部隊中。

### 中华人民共和国

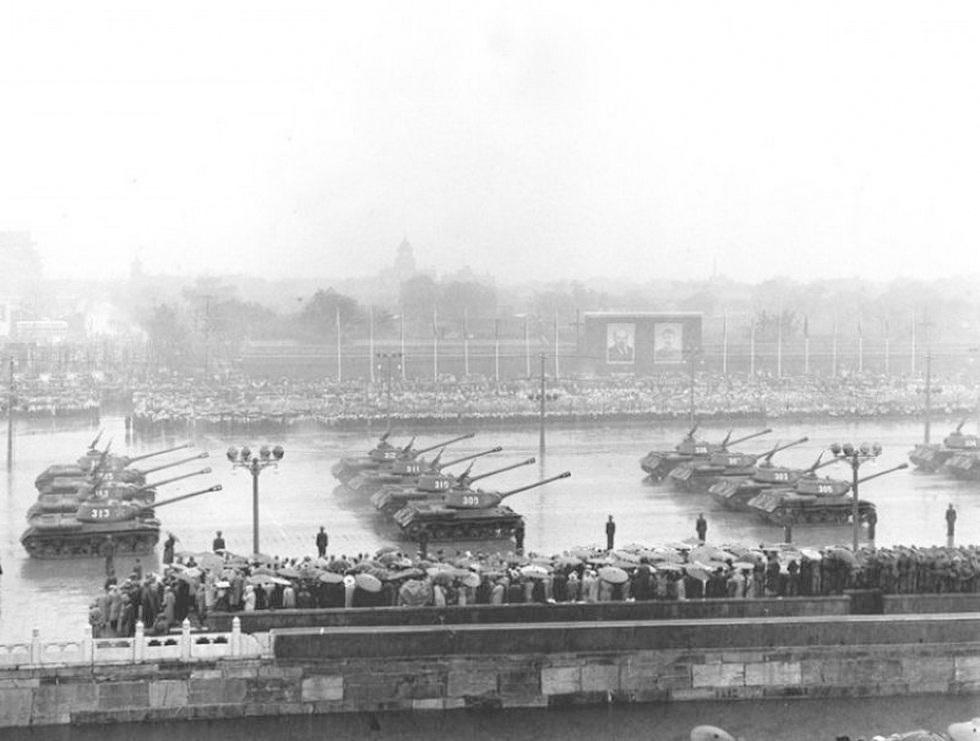
1956年中華人民共和國國慶閱兵時登場的IS-2重型坦克

根據中蘇兩國一份在1950年11月3日達成的協議，中國將從蘇聯那裏購買10個裝甲團的裝備，其中就包括60輛IS-2。這批IS-2坦克曾參與了抗美援朝戰爭（朝鮮戰爭）。

### 古巴
在古巴與蘇聯結盟之后，古巴很快就得到了蘇聯在二戰中用過的裝備，其中就包括了41輛IS-2M。豬灣事件后，一些IS-2M曾經被派出，但很快又被召回并封存。目前并不清楚IS-2M一共在一線服役了多久，不過，可能還有一部分處于封存狀態中以防可能的戰爭爆發。

## 衍生型號

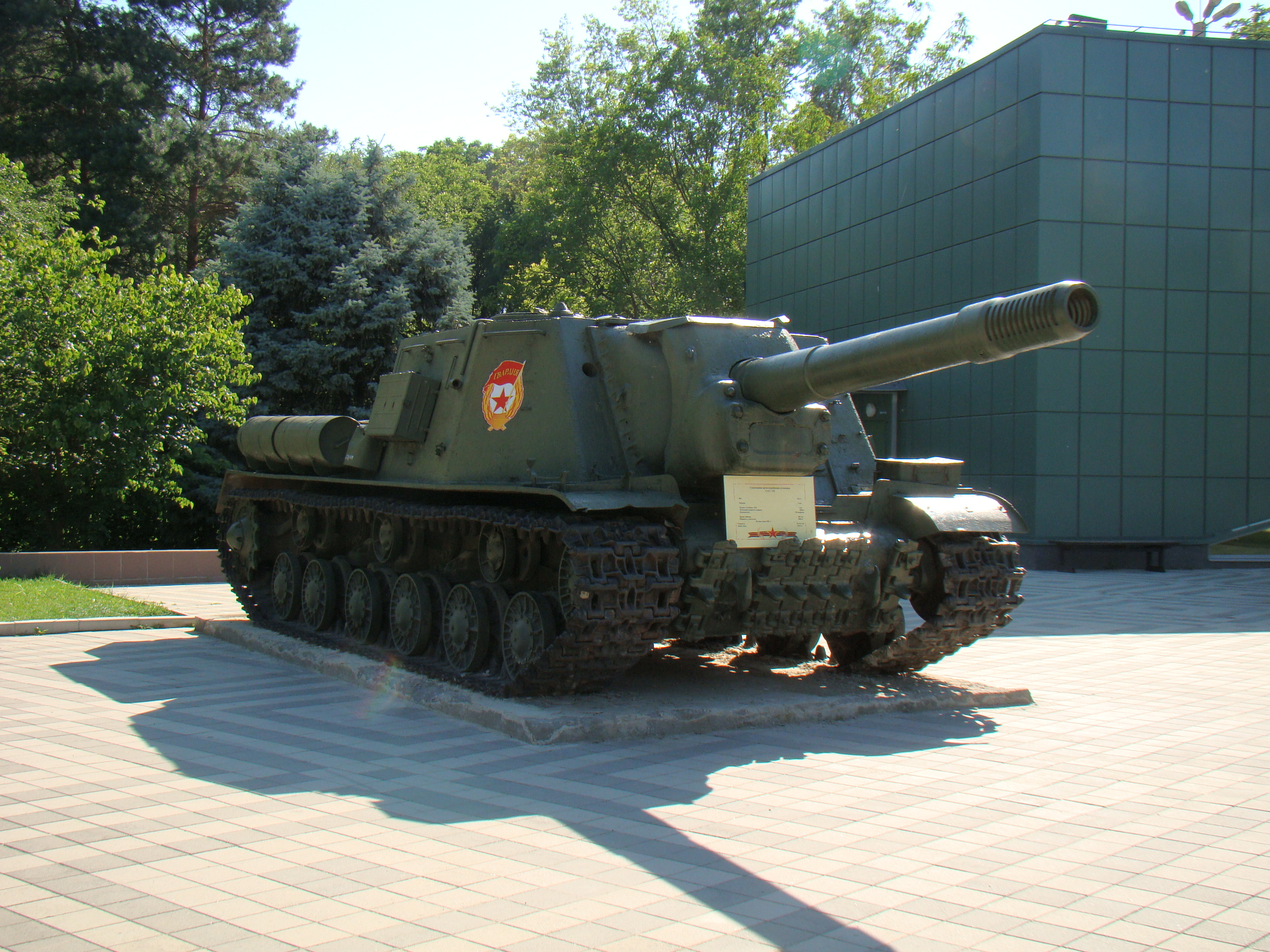
ISU-152使用了IS-2的底盤

- IS-2 Mod. 1944：改為採用全傾斜裝甲設計，以及換裝具有更好的火控系控與雙重炮口制退器以及裝填更快的122mm D25-T 主炮的IS-2。儘管被部分西方學者稱為IS-2M，但實際上IS-2M在蘇方紀錄中是指1950年代改良後的車型。
- IS-2M：在1950年代中期，為提升IS-2的作戰表現，對其採取了包括在車體兩側加設外掛油箱及儲物箱，以及在履帶頂沿加裝護裙的改進，在蘇方記錄中稱其為IS-2M。
- ISU-152：使用IS-2底盤制造的突擊炮。

## 與其他重型坦克的比較
|              | T-35                        | T-100        | SMK          | KV-1 1940型          | KV-1 1941型  | KV-1 1942型   | KV-1S 1942型  | KV-85 1943型 | IS-2 1945型  | IS-3 1945型   |
| ------------ | --------------------------- | ------------ | ------------ | -------------------- | ------------ | ------------- | ------------- | ------------ | ------------ | ------------- |
| 乘員         | 11 名                       | 7 名         | 7 名         | 5 名                 | 5 名         | 5 名          | 5 名          | 4 名         | 4 名         | 4 名          |
| 重量         | 45 公噸                     | 58 公噸      | 55 公噸      | 43 公噸              | 45 公噸      | 47 公噸       | 42.5 公噸     | 46 公噸      | 46 公噸      | 46.5 公噸     |
| 主砲         | 76.2 mm M. 27/32            | 76.2 mm L-11 | 76.2 mm L-11 | 76.2 mm F-32         | 76.2 mm F-34 | 76.2 mm ZiS-5 | 76.2 mm ZiS-5 | 85 mm D-5T   | 122 mm D-25T | 122 mm D-25T  |
| 彈藥數       | 100 發                      | –            | –            | 111 發               | 111 發       | 114 發        | 114 發        | 70 發        | 28 發        | 28 發         |
| 次要武裝     | 2×45 mm戰車砲 5×7.62 mm機槍 | 45 mm戰車砲  | 45 mm戰車砲  | 2×DT                 | 4×DT         | 4×DT          | 4×DT          | 3×DT         | 2×DT, DShK   | 2×DT, DShK    |
| 引擎         | 500 hp M-17M 汽油引擎       | 500 hp       | 850 hp AM-34 | 600 hp V-2K 柴油引擎 | 600 hp V-2   | 600 hp V-2    | 600 hp V-2    | 600 hp V-2   | 600 hp V-2   | 600 hp V-2-IS |
| 燃料量       | 910 公升                    | –            | –            | 600 公升             | 600 公升     | 600 公升      | 975 公升      | 975 公升     | 820 公升     | 520+270 公升  |
| 最高速度     | 30 km/h                     | 35 km/h      | 36 km/h      | 35 km/h              | 35 km/h      | 28 km/h       | 45 km/h       | 40 km/h      | 37 km/h      | 37 km/h       |
| 最大行動距離 | 150 km                      | –            | 150 km       | 335 km               | 335 km       | 250 km        | 250 km        | 250 km       | 240 km       | 150 (225) km  |
| 裝甲厚度     | 11–30 mm                    | 20–70 mm     | 20–60 mm     | 25–75 mm             | 30–90 mm     | 20–130 mm     | 30–82 mm      | 30–160 mm    | 30–160 mm    | 20–220 mm     |
|              |                             |              |              |                      |              |               |               |              |              |               |

## 腳注/來源
1. 1 2  .   [2014-01-27]. （原始内容存档于2016-03-04）.
2. ↑  David Miller. . Zenith Imprint. 2000: 245  [2014-01-27]. ISBN 978-0-7603-0892-9. （原始内容存档于2014-02-03）.
3. 1 2 3 4  .   [2014-01-27]. （原始内容存档于2014-02-01）.
4. 1 2 3 4 5 6 7  歷史群像編輯部. . 新北: 楓樹林. : 8–9. ISBN 978-986-6023-32-3.
5. 1 2 3 4 5  Tim Bean、Will Fowler 著 李明、王熙譯. . 臺灣: 風格司藝術創作坊. : 179. ISBN 978-986-84311-7-1.
6. 1 2 3 4 5 6 7  Robert Jackson. . The Rosen Publishing Group. 1 January 2010: 64  [2014-01-27]. ISBN 978-1-4358-3595-5. （原始内容存档于2014-06-27）.
7. 1 2 3 4  邁克·E·哈斯邱著 王翎譯. . 臺灣新北: 楓樹林. 2014年1月: 88–91. ISBN 978-986-6023-83-5 （中文（繁體））.
8. ↑  《鐵甲雄師 二戰蘇軍戰車》 p.177-178
9. 1 2 3 4 5 6  《鐵甲雄師 二戰蘇軍戰車》 p.180
10. ↑  .   [2014-01-27]. （原始内容存档于2009-07-26）.
11. ↑  ISU-152[永久]
12. ↑  《鐵甲雄師 二戰蘇軍戰車》 p.181-182
13. 1 2  《鐵甲雄師 二戰蘇軍戰車》 p.179
14. ↑  Steve Crawford. . Zenith Imprint. 2000: 88  [2014-01-27]. ISBN 978-0-7603-0936-0. （原始内容存档于2014-06-27）.
15. ↑    - Perrett, Bryan. . London: Blandford Press. 1987: 20. ISBN 0-7137-1735-1.
16. ↑  NEW VANGUARD:IS-2 Heavy Tank 1944-73 P23
17. ↑  Tigers in the Mud: The Combat Career of German Panzer Commander Otto Carius P300
18. ↑  .   [2014-01-27]. （原始内容存档于2014-02-02）.
19. ↑  IS-3 Model 1945 （页面存档备份，存于） onwar.com

## 流行文化

### 動漫
- 少女與坦克

日本動畫《少女與戰車》中做為真理高中隊伍旗車登場。

### 電子遊戲
- 《戰爭雷霆》
- 《應徵入伍》